# Алберто Берасатеги
Алберто Берасатеги (шп. Alberto Berasategui; Билбао, 28. јун 1973) је бивши шпански тенисер. Био је финалиста Отвореног првенства Француске 1994. године у појединачној конкуренцији. Исте године је освојио турнир у Барселони. Најомољенија подлога му је била шљака, укупно је освојио четрнаест титула, све на тој подлози.

## Гренд слем финала

### Појединачно: 1 (0–1)
| Исход     | Бр. | Година | Турнир      | Подлога | Противник     | Резултат           |
| --------- | --- | ------ | ----------- | ------- | ------------- | ------------------ |
| Финалиста | 1.  | 1994.  | Ролан Гарос | Шљака   | Серхи Бругера | 3–6, 5–7, 6–2, 1–6 |